# NGC 443
NGC 443 è una galassia lenticolare situata nella costellazione dei Pesci.
Fu scoperta l'8 ottobre 1861 da Heinrich d'Arrest.